# Samia pryeri
Samia pryeri är en fjärilsart som beskrevs av Butler 1878. Samia pryeri ingår i släktet Samia och familjen påfågelsspinnare. Inga underarter finns listade.